# Колесники (Харьковская область)
Колесники (укр. Колісники) — село,
Тимченковский сельский совет,
Змиёвский район,
Харьковская область, Украина.
Код КОАТУУ — 6321786203. Население по переписи 2001 года составляет 90 (40/50 м/ж) человек.

## Географическое положение
Село Колесники находится на расстоянии в 1 км от реки Мжа (правый берег), на противоположном берегу расположено село Кравцово, на расстоянии в 2 км расположены сёла Погорелое, Сидоры, Тимченки, на расстоянии в 2 км расположена железнодорожная станция Кравцово.

## История
- 1680 — дата основания.
- В 1940 году на хуторе Колесниковом были 30 дворов и кирпичный завод.[1]